# Joselândia
Joselândia este un oraș în unitatea federativă Maranhão (MA), Brazilia.